# Love Is All Around (canción de DJ BoBo)
«Love Is All Around» es una canción del artista suizo DJ BoBo, lanzada el 23 de enero de 1995 como el segundo sencillo de su segundo álbum, There Is a Party (1994).
Cuenta con la voz de la cantante Christiane Lupp y alcanzó el número uno en la lista de baile en Canadá. En Europa alcanzó su punto máximo dentro del Top 10, en Finlandia y Alemania, siendo certificada oro en este último país.

## Historia
Resultó ser un gran éxito en el Viejo Continente, alcanzando el Top 10 tanto en Finlandia como en Alemania, alcanzando el número siete y diez, respectivamente. El sencillo también fue un éxito Top 20 en Austria, Bélgica, Dinamarca, Noruega, España, Suecia y Suiza, así como en Eurochart Hot 100, donde alcanzó el número 17 en febrero de 1995.
En el Reino Unido, fue una de las tres únicas canciones de DJ BoBo en las listas allí, alcanzando el puesto 49 en su primera semana en la lista de singles del Reino Unido, el 11 de junio de 1995. Sin embargo en la lista de baile del Reino Unido, fue un éxito aún mayor; alcanzando el número 20. El sencillo obtuvo un disco de oro en Alemania, con una venta de 150.000 unidades, y un disco de platino en Suiza, después de que se vendieran 30.000 sencillos allí.
Fuera de Europa, alcanzó el puesto número uno en la lista RPM Dance/Urban en Canadá y el número 24 en Australia.

## Videoclip
Se hizo un vídeo musical dirigido por Frank Husmann, tiene un tono sepia y muestra imágenes de personas normales en la ciudad de Nueva York.
DJ BoBo baja de un taxi y es recibido por fanáticos a la entrada de un hotel, su novia Enya se molesta, tira la maleta del artista y se va en el taxi. Ambos novios pasean por la ciudad y finalmente, al percatarse de cuento se extrañan, se reconcilian.
El videoclip se publicó en YouTube de manera oficial en enero de 2013 y tenía más de 37.4 millones de visitas en junio de 2022.

## Popularidad
| Chart (1995)                            | Peak position |
| --------------------------------------- | ------------- |
| Australia (ARIA)                        | 24            |
| Austria (Ö3 Austria Top 40)             | 13            |
| Belgium (Ultratop 50 Flanders)          | 18            |
| Canada Dance/Urban (RPM)                | 1             |
| Denmark (IFPI)                          | 17            |
| Europe (Eurochart Hot 100)              | 17            |
| Finland (Suomen virallinen lista)       | 7             |
| France (SNEP)                           | 42            |
| Germany (Media Control Charts)          | 10            |
| Israel (Israel Top-30)                  | 30            |
| Países Bajos (Dutch Top 40)             | 35            |
| Netherlands (Mega Top 100)              | 36            |
| Norway (VG-lista)                       | 17            |
| Scotland (OCC)                          | 34            |
| Spain (AFYVE)                           | 12            |
| Sweden (Sverigetopplistan)              | 14            |
| Switzerland (Schweizer Hitparade)       | 16            |
| UK Singles (OCC)                        | 49            |
| UK Dance (OCC)                          | 20            |
| UK on a Pop Tip Club Chart (Music Week) | 13            |

| Listas (1995)                    | Posición |
| -------------------------------- | -------- |
| Canada Dance/Urban (RPM)         | 6        |
| Germany (Official German Charts) | 89       |
| Netherlands (Dutch Top 40)       | 293      |
| Sweden (Sverigetopplistan)       | 95       |

| País     | Certification | Fecha | Certificación |
| -------- | ------------- | ----- | ------------- |
| Alemania | Oro           | 1995  | + 250.000     |
| Suiza    | Platino       | 1995  | + 50.000      |

## Crítica
La revista paneuropea Music & Media comentó: «Difícil de distinguir de otras pistas europeas, DJ Bobo aparentemente prefiere mantener las pistas más diferentes de su álbum There's A Party para un lanzamiento posterior como sencillo». James Hamilton de RM Dance Update, de la revista británica Music Week, la describió como: «el éxito europeo galopante cursi, entre murmullos secos y las chicas coreando, del suizo DJ Bobo.